# Fort-Coulonge
Fort-Coulonge är en bykommun (municipalité de village) och tätort (centre de population) i provinsen Québec i Kanada. Den ligger i regionen Outaouais, i den sydöstra delen av landet, 90 km nordväst om huvudstaden Ottawa.